# Abel Roland
Abel Roland de Jesus, (Porto Alegre, 24 de Abril de 1983) é cineasta, roteirista, maestro e compositor brasileiro. Formado em composição musical pela UFRGS em 2010 e Cinema pela PUCRS em 2011. 

## Biografia
Estudou música com Antonio Carlos Borges-Cunha, Celso Loureiro Chaves, Fernando Mattos e Eloy Fritsch. Atuou como instrumentista (violão e piano), compositor, regente e produtor musical, destacando-se o auxílio na produção do Festival Contemporâneo-RS (produzido por Januíbe Tejera) e a produção, juntamente com Bruno Ângelo, Alexandre Fritzen da Rocha, Felipe Faraco, Jakson Kreuz e Marcelo Villena da série de concertos Música de Poa entre os anos de 2007 a 2009. Ainda no campo da música participou por cinco anos de projetos de iniciação científica no CME, onde publicou artigos, apresentou trabalhos em congressos sobre música eletroacústica, recebeu destaques em diversos salões de iniciação científica entre outras coisas. Em 2011, durante uma estada de estudos em Madrid, representou o Brasil juntamente com Edson Zampronha em um Simpósio sobre arte latino-americana da Casa America de Madrid. Neste evento, apresentou sua paisagem sonora Porto das Águas.
No cinema trabalhou em diversas funções, destacando-se porém como roteirista/diretor. Em 2011, estreou no Huesca Film Festival (Espanha, Junho de 2011) o filme O Cão, no qual foi responsável pelo roteiro, direção, direção de fotografia, montagem e desenho de som.  No Brasil, o filme estreou no Festival de Paulínia de 2011 e depois passou por importantes festivais, como o Festival de Gramado. 
Faz um cinema de baixo orçamento, com temas universais que abordam a vida em sociedade e a hipocrisia nas relações humanas da atualidade. Adepto à linguagem moderna do cinema, usa frequentemente câmera na mão e plano-sequência em seus filmes. Foge da utilização do plano/contraplano clássico e crê que preocupar-se com roteiros é uma perda de tempo, citando Truffaut quando fala que os melhores roteiros não fazem os melhores filmes.
Em 2011, roteiriza e dirige junto com um grupo de colegas de curso Cinco Maneiras de Fechar os Olhos. O filme, que é seu primeiro longa-metragem foi completamente produzido dentro da faculdade de cinema como trabalho de conclusão de curso. Sua pré-estréia foi no dia 5 de Agosto de 2011, na PUCRS.
Em 2011 muda-se para Barcelona, onde cursa o Mestrado em Cinema. Seu trabalho final aborda as relações entre som e imagem e a sua evolução através da história do cinema. 
Em 2012 faz mais um filme no Brasil, intitulado LOBOS. O filme foi totalmente patrocinado através de crowdfunding, em um movimento onde mais de 130 pessoas ajudaram a patrocinar a realização de três filmes. A estréia do filme ocorre no Festival de Gramado de 2012.
Suas atividades estendem-se ainda para a vídeo arte. Sua música Porto das Águas foi apresentada em mais de cinco versões de vídeos de diferentes artista. Trabalhou também como vídeo artista em algumas obras do compositor gaúcho Bruno Ângelo. 

## Filmografia
Observação: nenhum dos filmes abaixo está listado na Cinemateca Brasileira, um compêndio de todos os filmes, tanto longa-metragens quanto curta-metragens, produzidos no Brasil.
- 2007 – Composição Eletroacústica de Paisagens Sonoras (Curta-metragem, Documentário, Digital)
- 2008 – Música Eletroacústica Experimental (Curta-metragem, Documentário, Digital)
- 2009 – Tum-Tss-Tum (Mini-metragem, Ficção, 16mm)
- 2009 – Platéia (Mini-metragem, Ficção, 35mm)
- 2010 – Reptiliano (Curta-metragem, ficção, Digital)
- 2011 – O Cão (Curta-metragem, ficção, Digital)
- 2011 –  APTC Menos Corta Mais Ação[5](média-metragem, documentário, Digital)
- 2012 – LOBOS (Curta-metragem, ficção, Digital)
- 2012 – Cinco Maneiras de Fechar os Olhos (Longa-metragem, ficção, Digital)
- 2012 – La otra cara de Venus (Curta, Ficção, Digital)

## Principais premiações

### Como pesquisador
- 2007: Melhor vídeo de pesquisa da XVI Feira de Iniciação Científica da UFRGS com o vídeo Composição Eletroacústicas de Paisagens Sonoras[6]
- 2008: Melhor vídeo de pesquisa da XVII Feira de Iniciação Científica da UFRGS com o vídeo Música eletroacústica experimental – Prêmio recebido por Daniel Moreira, autor do trabalho de pesquisa.

### Como Cineasta
- 2011: Melhor Roteiro para o filme O Cão no Festival de Santa Rosa[7]
- 2011: Melhor Roteiro para o filme O Cão no Festival Primeiro Plano[8]
- 2011: Melhor Desenho de som para o filme O Cão no Festival Primeiro Plano
- 2011: Melhor filme para o Cão no Festival de Cinema Universitário de Alagoas[9]